# ISO 31000
ISO 31000 é um conjunto de normas internacionais para gestão de risco. Foi desenvolvida em novembro de 2009 pela Organização Internacional de Normalização. O objetivo desta norma é fornecer um vocabulário e uma metodologia consistentes para avaliar e gerenciar riscos, resolvendo as ambiguidades e diferenças históricas nas formas como os riscos são descritos, podendo ser integrada em outros sistemas de gestão.

## Introdução
ISO 31000 foi publicado em 13 de novembro de 2009 fornecendo uma norma sobre a implementação da gestão de risco. A revista e harmonizada ISO/IEC Guia 73, foi publicado ao mesmo tempo. O objetivo da ISO 31000:2009 é ser aplicável e adaptável para "qualquer entidade pública, empresa privada ou comunidade, associação, grupo ou individual." 
A ISO 3100 é composta por três normas:
- ISO 31000 – Informações básicas, princípios e diretrizes para a implementação da gestão de riscos.
- ISO/IEC 31010 – Técnicas de avaliação e gestão de riscos.
- ISO Guia 73 – Vocabulário relacionado à gestão de riscos.

## Certificação
A ISO 31000 não foi desenvolvida com a intenção de ser uma norma certificadora.